# دیوید ام. کلی
دیوید ام. کلی (انگلیسی: David M. Kelley; ۱۰ فوریهٔ ۱۹۵۱  – ) اهالی کسب‌وکار، طراح، مهندس و استاد دانشگاه اهل ایالات متحده آمریکا بود، که در سال ۱۹۹۱ شرکت آیدیو را تأسیس کرد.